# Challenger Banque Nationale de Granby 2010
Il Challenger Banque Nationale de Granby 2010 è un torneo professionistico di tennis maschile giocato sul cemento, che faceva parte dell'ATP Challenger Tour 2010. Si è giocato a Granby in Canada dal 26 luglio al 1º agosto 2010.

## Partecipanti

### Teste di serie
| Nazionalità | Giocatore        | Ranking* | Testa di serie |
| ----------- | ---------------- | -------- | -------------- |
| Germania    | Tobias Kamke     | 100      | 1              |
| Giappone    | Gō Soeda         | 113      | 2              |
| Colombia    | Carlos Salamanca | 148      | 3              |
| Israele     | Harel Levy       | 156      | 4              |
| Stati Uniti | Jesse Levine     | 157      | 5              |
| Paesi Bassi | Igor Sijsling    | 161      | 6              |
| Cile        | Paul Capdeville  | 179      | 7              |
| Canada      | Peter Polansky   | 186      | 8              |

- Ranking al 19 luglio 2010.

### Altri partecipanti
Giocatori che hanno ricevuto una wild card:
- Philip Bester
- Erik Chvojka
- Frank Dancevic
- Steven Diez

Giocatori passati dalle qualificazioni:
- Richard Bloomfield
- Adam Feeney
- Hiroki Kondo
- Toshihide Matsui

## Campioni

### Singolare
Tobias Kamke ha battuto in finale  Milos Raonic con il punteggio di 6–3, 7–6(4).

### Doppio
Frederik Nielsen /  Joseph Sirianni hanno battuto in finale  Sanchai Ratiwatana /  Sonchat Ratiwatana con il punteggio di 4–6, 6–4, [10–6].